# 106 Diona
106 Diona (mednarodno ime je 106 Dione, starogrško starogrško Διώνη: Dióne) je velik in temen asteroid tipa G v glavnem asteroidnem pasu.
Eden izmed Saturnovih naravnih satelitov ima isto ime.

## Odkritje
Asteroid je 10. oktobra 1868 odkril James Craig Watson (1838 – 1880).. Poimenovan je po Dioni, nimfi in Titanki iz grške mitologije.

## Lastnosti
Asteroid Diona obkroži Sonce v 5,64 letih. Njegova tirnica ima izsrednost 0,174, nagnjena pa je za 4,616° proti ekliptiki. Njegov premer je 146,6 km, okrog svoje osi pa se zavrti v  urah .

## Okultacija
19. januarja 1983 so opazovali okultacijo asteroida s temnejšo zvezdo. Pri tem so izmerili premer 147 km, kar je precej blizu vrednosti, ki jo je dal satelit IRAS.